# Mănăstirea, Iași
Mănăstirea este un sat în comuna Dagâța din județul Iași, Moldova, România. Este situat la 3 km N de centrul comunei Dagâța, la confluența pîraelor Fătăciunea și Pietrosul. Nu se cunoaște precis data înființării satului, sigur înaintea construcției bisericii din lemn a satului în anul 1723, cu hramul bisericii „Sf. Ioan Teologul” sărbătorit la 22 septembrie.
Satul numit inițial Ruseni provine din muncitori forestieri ucrainieni care lucrau pe aceste meleaguri.
Denumirea inițială a satului și vechimea lui este dovedită și prin numnele de familie a majoriății locuitorile care se termină în „iuc”. Exemple: Hanghiuc, Pașaniuc, Ferfeliuc, Maximiuc, Kramariuc, etc. 
De asemenea, în hărțile militare ale armatei sovietice, în timpul celui de-al doilea război mondial, satul avea denumirea de „Rușeni”. 
Probabil ca la 1864, când a fost prima împroprietărire a țăranilor s-a schimbat denumirea în „Mănăstirea” datorită Mănăstirii de călugări de la Cetate care figura încă de pe timpul Domnitorului Ștefan cel Mare , reînființată în anul 1959.
În anul 1990, la sfatul arhimandritului mănăstirii Putna,
Iachint Unciuleac, născut și care a crescut în satul Mănăstirea, s-au început lucrările
pentru ridicarea unui lăcaș de cult din zid.
În pofida greutăților și a posibilităților financiare reduse, oamenii au reușit să construiască
o biserică măreață din zid. Părintele Iachind a sprijinit mult ridicarea bisericii.